# Olpidium saccatum
Olpidium saccatum är en svampart som beskrevs av Sorokin 1883. Olpidium saccatum ingår i släktet Olpidium och familjen Olpidiaceae.   Inga underarter finns listade i Catalogue of Life.